# VII Esposizione internazionale d'arte di Venezia
La VII Esposizione internazionale d'arte della Città di Venezia si tenne dal 27 aprile all'11 novembre 1907 presso il Palazzo dell'Esposizione ai Giardini della Biennale. Questa edizione consolidò ulteriormente il prestigio della Biennale di Venezia ampliando il numero di artisti partecipanti e riscontrando l'incremento degli ingressi a  423 245 visitatori.

## Organizzazione
- Presidente: Filippo Grimani
- Segretario: Antonio Fradeletto
- Amministratore capo: Romolo Bazzoni

## Commissioni ordinatrici
Le Commissioni ordinatrici erano così composte:
Sale straniere
- Austria: Società «Hagenbund» di Vienna e «Manes» di Praga
- Belgio: Fierens-Gevaert
- Francia: Léonce Bénédite
- Germania: Emanuel von Seidl
- Inghilterra: Frank Brangwyn
- Olanda: Philip Zilcken
- Norvegia: Gerhard Munthe
- Russia: Sergej Djagilev
- Svezia: Ferdinan Boberg

Sala internazionale «L'Arte del sogno»
- Galileo Chini, Edoardo De Albertis, Plinio Nomellini, Gaetano Previati

Sale regionali italiane
- Emilia: Achille Casanova, Giuseppe Romagnoli, Alfonso Rubbiani, Augusto Sezanne
- Lombardia: Giovanni Beltrami, Antonio Carminati, Emilio Gola, Gaetano Moretti, Emilio Quadrelli
- Mezzogiorno: Giuseppe De Sanctis, Federico Rossano, Giovanni Tesorone (Napoli); Ernesto Basile, Ettore De Maria Bergler, Vittorio Ducrot (Sicilia)
- Roma: Cesare Bazzani, Camillo Innocenti, Clemente Origo
- Toscana: Francesco Gioli, Riccardo Mazzanti, Domenico Trentacoste
- Veneto: Guglielmo Ciardi, Antonio Dal Zotto, Vincenzo De Stefani, Pietro Fragiacomo, Luigi Nono

## Giuria di accettazione
La Giuria di accettazione era composta da:
- Leonardo Bistolfi, Frank Brangwyn, Trajano Chitarin, Ludwig Dettmann, Domenico Trentacoste

## Artisti partecipanti
All'Esposizione parteciparono 607 artisti con 1.279 opere, suddivisi nelle 34 sale del Palazzo delle Esposizioni.
- A Otto Ackermann, John Quincy Adams, Jules Adler, George Charles Aid, Knut Åkerberg, Achille Alberti, Antonio Ambrogio Alciati, Angiolo Alebardi, Hendrik Christian Andersen, Libero Andreotti, Hermenegildo Anglada Camarasa, Boris Anisfel'd, Antonio Antonij De Witt, Adolfo Apolloni, Ettore Archinti, Alfeo Argentieri, Thomas Austen Brown
- B Hugo Baar, Gustavo Bacarisas, Giuseppe Bacchetti, Harriet Backer, Elsa Backlund-Celsing, Albert Baertsoen, Léon Bakst, Lionello Balestrieri, Carlo Balestrini, Hans von Bartels, Paul Albert Bartholomé, Franz Barwig, Giovanni Battista Salvatore Bassano, Alessandro Battaglia, Marius Bauer, Fritz Bayerlein, Ernesto Bazzaro, Leonardo Bazzaro, Harry Becker, Fritz Behn, Giorgio Belloni, Mauro Benini, Eugene Benson, Ludolph Berkemeier, Romolo Bernardi, Stefano Bersani, Cesare Bertolotti, Paul Albert Besnard, Josef Johann Beyer, Bartolomeo Bezzi, Benedetto Bieletto, Réné Billotte, Cesare Biscarra, Christoffel Bisschop, Jacques-Émile Blanche, Josef Block, Bernard Blommers, Anna Katarina Boberg, Ferdinand Boberg, Federico Boccardo, Hugo Boettinger, Konstantin Bogaevsky, Maurice Bompard, Hans Borchardt, Viktor Borisov-Musatov, Emilio Borsa, Pietro Bortoluzzi, Johannes Bosboom, Etienne Bosch, Henri Bouchard, Émile-Antoine Bourdelle, Eugen Bracht, Frank Brangwyn, George Hendrik Breitner, Luigi Brignoli, S. John Brontsen, Renato Brozzi, Ferdinand Brunner, Felix Bryk, Luigi Buffa, Rembrandt Bugatti, Ettore Burzi, Simon Bussy
- C Ettore Cadorin, Vincenzo Cadorin, Gerolamo Cairati, Glauco Cambon, Alceste Campriani, Pietro Canonica, Ferruccio Canova, Ulisse Caputo, Filippo Carcano, Antonio Carminati, Giuseppe Carozzi, Augusto Carutti, Carlo Casanova, Giuseppe Casciaro, Felice Casorati, Felice Castegnaro, Arturo Castelli, Giannino Castiglioni, Siebe Johannes ten Cate, Ludovico Cavaleri, Vittorio Cavalleri, Michel Cazin, Carlo Cazzaniga, Ezio Ceccarelli, Edgar Chahine, Pietro Chiesa, Galileo Chini, Emma Ciardi, Giuseppe Ciardi, Guglielmo Ciardi, Giovanni Battista Ciolina, Francesco Ciusa, Max Clarenbach, Pietro Clerici, Enrico Coleman, Frederick Collett, Luigi Conconi, Charles Conder, Umberto Coromaldi, Giovanni Costantini, Giovanni Costetti, Romeo Costetti, Charles Cottet, Walter Crane
- D Zaccaria Dal Bò, Albino Dal Castagné, Angelo Dall'Oca Bianca, Jean Auguste Dampt, André Dauchez, Eugenio De Blaas, Adolfo De Carolis, Paolo De Gaufridy, Henry de Groux, Antonio de la Gandara, Philip de László, Annibale De Lotto, Mario de Maria, Ettore De Maria Bergler, Giuseppe De Sanctis, Vincenzo De Stefani, Romolo Del Bo, Lorenzo Delleani, Maurice Denis, Francis Derwent Wood, Georges Desvallières, Ludwig Dettmann, Gerrit Willem Dijsselhof, Julien Dillens, Étienne Dinet, Antonio Discovolo, Carlo Donati, Ferdinand Dorsch, Raoul du Gardier, Clementine-Héléne Dufau, Carolus-Duran, Domenico Maria Durante
- E Alfred East, Carl Ebbinghaus, Albin Egger-Lienz, Jehudo Epstein, Giulio Ettore Erler
- F Carlo Fait, Henri Fantin-Latour, Amandus Faure, Gennaro Favai, Jenő Feiks , Augusto Felici, Umberto Feltrin, Arturo Ferraroni, Ludvig Find, Adolf Fischer-Gurig, Arturo Fittke, Bernhard Folkestad, Carl Ernst Forberg, Carlo Fornara, Antonietta Fragiacomo, Pietro Fragiacomo, George Frampton, Raoul Frank
- G Paul Gabriël, Antonio Gasparini, Émile Gaudissard, Giulio Genovese, Raimund Germela, Giovanni Giani, Louis-Auguste Girardot, Giuseppe Giusti, Enrico Glicenstein, Emilio Gola, Aleksandr Jakovlevič Golovin, Alexander Demetrius Goltz, Igor' Ėmmanuilovič Grabar', Ludwig Ferdinand Graf, Severin Grande, Giovanni Grandi, Giuseppe Graziosi, Guido Grimani, Giacomo Grosso, Vittore Grubicy De Dragon, Vittorio Guaccimanni, Alberto Guarino
- H Hugo von Habermann, Willy Hamacher, James Whitelaw Hamilton, Sigmund Walter Hampel, Asor Henrik Hansen, Hendrik Haverman, Wilhelm Hejda, Adolf Hengeler, Gerke Henkes, Otto Hennig, Heinrich Hermanns, Otto Hesselbom, Josef Heu, Josef Hinterseher, Charles Hoffbauer, Martha Hofrichter, Kristen Holbø, Thorolf Holmboe, Adolf Hölzel, Jan Honsa, Leopold Horovitz, Theodoor van Hoytema, Antonin Hudeček, Herbert Hughes-Stanton
- I Camillo Innocenti, Isaac Israëls, Jozef Israëls
- J Francesco Jerace, Lars Jorde, Paja Jovanović, Josef Jungwirth, Rudolf Junk, Konstantin Fëdorovič Juon
- K Bohumil Kafka, Gottfrid Kallstenius, Alois Kalvoda, Menso Kamerlingh Onnes, Eduard Kasparides, Adolf Kaufmann, Isidor Kaufmann, Arne Kavli, Archibald Kay, Jacob Kever, Kitty Kielland, Philipp Klein, Friedrich Klein-Chevalier, Max Klinger, Heinrich Knirr, Alexander Koester, Rudolf Konopa, Augustus Koopman, Konstantin Alekseevič Korovin, Wilhelm Victor Krausz, Christian Krohg, Oda Krohg, Ludvík Kuba, Walter Kuhn, Pavel Varfolomeevič Kuznecov, Carl Küstner, Boris Michajlovič Kustodiev
- L Gaston La Touche, Sigurd Matteo Laila, René Jules Lalique, Olaf Lange, William Laparra, Michail Fëdorovič Larionov, Carl Larsson, Hans Larwin, Jean-Pierre Laurens, Cesare Laurenti, John Lavery, Adolf Le Comte, Henri Le Sidaner, Henri Lebasque, Albert Lebourg, Thomas Stirling Lee, Hippolyte Lefèbvre, Alphonse Legros, Walter Leistikow, Georges Lemaire, Auguste Lepère, Tito Lessi, Adolfo Levier, Isaak Levitan, Moses Levy, Agnes Lindemann, Enrico Lionne, Horace Mann Livens, Bertold Löffler, Francesco Lojacono, Baldassare Longoni, Emilio Longoni, Guglielmo Amedeo Lori, William Mouat Loudan, Taziano Lugovskoi, Henrik Lund, Teodor Johan Lundberg, Alf Lundeby
- M Serafino Macchiati, Cesare Maggi, Jos Maggy, Augusto Majani, Filipp Maljavin, Sergej Vasilievič Maljutin, Antonio Mancini, Harrington Mann, Otto Marcus, Pompeo Mariani, Emilio Marsili, Umberto Martina, Manlio Martinelli, Alberto Martini, Guido Marussig, Ezio Marzi, Pierre Félix Masseau, Adolfo Mattielli, Emo Mazzetti, Alessandro Mazzucotelli, Gari Melchers, Émile-René Ménard, Giuseppe Mentessi, Hendrik Willem Mesdag, Ivan Meštrović, Constantin Meunier, Vincenzo Migliaro, Alessandro Milesi, Richard E. Miller, Carl Milles, Nicolaj Millioti, George Minne, Pierre Mirtan, Giuseppe Miti Zanetti, Francesco Modena, Angelo Morbelli, Anton Maria Mucchi Vignoli, John Muirhead, Gerard Muller, Gerhard Munthe, Adolf Münzer
- N Hans Nadler, Renato Natali, Otakar Nejedlý, Fritz Neuhaus, August Neven Du Mont, Giovanni Nicolini, Amaldus Nielsen, Erich Nikutowski, Arturo Noci, Plinio Nomellini, Luigi Nono, Urbano Nono
- O Arturo Ober, Aimé Octobre, Einar Øfsti, Eugenio Olivari, Matteo Olivero, Käthe Olshausen-Schönberger, Julius Olsson, Ernst Oppler, Emanuele Ordoño de Rosales, William Orpen, Anna Petrovna Ostroumova-Lebedeva
- P Charles Johann Palmié, Bernhard Pankok, Rodolfo Paoletti, Gontran Paranque, Napoleone Parisani, Carlo Parmeggiani, Emilio Pasini, James Paterson, Eugenio Pellini, Joseph Pennell, Arthur Douglas Peppercorn, Paul Peterich, Eilif Peterssen, Antonio Piatti, Pietro Pietrovitcheff, Umberto Pinzauti, Kazimierz Pochwalski, Adolf Pohl, Auguste Pointelin, Michael Powolny, Tancredi Pozzi, Jan Preisler, Gaetano Previati, Bertram Priestman, René-Xavier Prinet
- Q Emilio Quadrelli, Rudolf Quittner
- R Andréj Rấbuškin, Jean-François Raffaelli, Domenico Rambelli, Il'ja Efimovič Repin, Paul Ress, Helga Marie Ring Reusch, Mario Reviglione, Alfonso Ricca, Louis Ridel, Rudolf Riemerschmid, Adolf Robbi, Tom Robertson, Suze Robertson, Auguste Rodin, Georg Roemer, Paul Roger-Bloche, Charles Rollier, Giuseppe Romagnoli, Raffaello Romanelli, Nikolaj Konstantinovič Rerich, August Roth, Ernest David Roth, Antonio Augusto Rubino, Edoardo Rubino, Santiago Rusiñol
- S Antonio Salvetti, Giovanni Salviati, Leonhard Sandrock, Francesco Sartorelli, Giulio Aristide Sartorio, Georg Sauter, Ferruccio Scattola, Victor Scharf, Nikol Schattenstein, Signe Scheel, Robert Schiff, Emil August Schilde, Max Schlichting, Wilhelm Schmurr, Anna Schønheyder, Rudolf Schramm-Zittau, Georg Schuster-Woldan, Edwin Scott, Victor Ségoffin, Lino Selvatico, Mark Senior, Augusto Sezanne, James Jebusa Shannon, Ercole Sibellato, François-Léon Sicard, Kazimierz Sichulski, Paul Signac, Lucien Simon, Tavík František Šimon, Otto Sinding, Sigmund Sinding, John Singer Sargent, Axel Sjöberg, Christian Skredsvig, Willy Sluiter, Alfred Smith, George Smith, Harald Sohlberg, Konstantin Somov, Gian Luciano Sormani, Francesco Saverio Sortini, Karel Špillar, Kazimierz Stabrowski, Dmitrij Semenovic Stelleckij, Karl Stemolak, Hans Stoltenberg Lerche, Frederic Storck, Carl Strauss, Viktor Stretti, Franz von Stuck, Jan Štursa, Serafim Sud'binin, André Suréda, Max Švabinský, Maren Reisner Falch Sverdrup, John Macallan Swan
- T Raffaele Tafuri, Nikolai Aleksandrovich Tarkhov, Wilhelmina Maria Terpstra-Reerink, Frits Thaulow, Max Thedy, Grosvenor Thomas, Walter Thor, Simon Thorbjornsen, Salvino Tofanari, Adolfo Tommasi, Louis Tuaillon, Laurits Regner Tuxen
- U Antonio Ugo, Nikolaj Ul'ânov, Jozsef Ullmann, Joža Uprka
- V Eugène Lawrence Vail, Ugo Valeri, Jules Pierre van Biesbroeck, Marius van der Maarel, Nicolaas van der Waay, Sina Mesdag van Houten, Willem van Konijnenburg, Louis Willem van Soest, Enrico Vegetti, Floris Hendrik Verster, Jan Veth, Cesare Vianello, Giovanni Vianello, Lorenzo Viani, Vico Viganò, Giuseppe Viner, Alice Vivante, Giuseppe Vizzotto Alberti, Heinrich von Angeli, Irma von Duczynska, Hans von Petersen, Max von Poosch, Heinrich von Zügel, Michail Aleksandrovič Vrubel', Édouard Vuillard
- W Joseph Wackerle, Wilhelm Wandschneider, Johan Hendrik Weissenbruch, Wilhelm Wetlesen, Charles Wilda, Carl Wilhelmson, Richard Winternitz, Charles Freegrove Winzer, Willem Witsen, Oluf Wold-Torne, Carlo Wostry, Georg Wrba, John Wright
- Y Maria Yakuntchikoff
- Z Vettore Zanetti Zilla, Giovanni Zangrando, Philip Zilcken, Johann Zoetelief Tromp, Emile Zoir, Anders Leonard Zorn, Oskar Zwintscher

### Padiglione del Belgio
L'Esposizione del 1907 fu anche caratterizzata dal primo Padiglione nazionale, quello del Belgio, organizzato dal commissario governativo Hippolyte Fierens-Gevaert e realizzato su progetto dell'architetto Léon Sneyers.
Artisti ospitati: Albert Baertsoen, Emile Berchmans, Anna Boch, Georges Buysse, Henri Cassiers, Albert Ciamberlani, Emile Claus, Omer Coppens, Jacques de Lalaing, William Degouve de Nuncques, Alfred Delaunois, Jean Delville, Jean Delvin, Godefroid Devreese, Julien Dillens, Auguste Donnay, James Ensor, Henri Evenepoel, Emile Fabry, Franz Gailliard, Victor Gilsoul, Jean Herain, Joseph Kemmerich, Fernand Khnopff, Eugène Laermans, Jules Lagae, Georges Lemmen, Alexandre Marcette, Charles Mertens, George Minne, George Morren, Isidore Opsomer, Albert Pinot, Armand Rassenfosse, Felicien Rops, Victor Rousseau, Charles Samuel, Jakob Smits, Jean Vanden Eeckhoudt, Pierre Charles van der Stappen, Théo van Rysselberghe, Emmanuel Viérin, Emile Vloors, Maurice Wagemans, Philippe Wolfers, Lucien Wollès, Juliette Wytsman, Rodolphe Wytsman

## Impatto e critica
L'Esposizione del 1907 segnò una svolta nell'apertura della Biennale di Venezia alle nuove tendenze artistiche. La partecipazione di artisti legati all'Impressionismo e al Simbolismo dimostrò l'evoluzione della manifestazione verso una maggiore modernità. Particolarmente significativa fu la presenza di artisti francesi e tedeschi, che portarono una ventata di innovazione nel panorama artistico veneziano.

## Giurie di assegnazione
Le Giurie erano così composte:
- Presidente: Ernest Verlant
- Arte pura: Paul Albert Bartholomé, Antonio Carminati, Alfred East, Pietro Fragiacomo
- Arte decorativa: Charles Giron, Vincenzo Giustiniani, Alexander Demetrius Goltz, Augusto Sezanne

### Premi
Premi assegnati dalle Giurie:
- Grande medaglia d'oro per l'arte pura:
  - Philip de László per Mia moglie
  - Heinrich Knirr per Ritratto di famiglia
  - Cesare Laurenti per L'ombra
  - Gerhard Munthe per L'ingresso della mia casa
  - Jean Auguste Dampt per Testa di bambino
  - Frank Brangwyn per Santa Maria della Salute
  - John Singer Sargent per Ritratto delle Signore Acheson
  - Charles Cottet per Mare selvaggio
  - Émile-René Ménard
  - Jozef Israëls per Alta marea
  - Albert Baertsoen per Lo sgelo a Gand
  - Boris Mikhailovich Kustodiev per Ritratto di famiglia
  - Padiglione del Belgio per Madre e figlio di Jules Lagae
- Grande medaglia d'oro per l'arte industriale e la decorazione: sala austriaca, sala di Roma, saletta piemontese
- Diploma d'onore per l'arte industriale e la decorazione: Padiglione del Belgio, Sala internazionale «L'Arte del sogno», Salone centrale (decorato da Giulio Aristide Sartorio)

## Pubblicazioni
- VII. Esposizione Internazionale d'Arte della Città di Venezia. Catalogo illustrato, Venezia, Premiato Stabilimento di Carlo Ferrari, 1907.